# Lepus brachyurus
Lepus brachyurus este o specie de mamifere din familia iepurilor, Leporidae. Este endemică în Japonia. Uniunea Internațională pentru Conservarea Naturii a clasificat această specie ca fiind neamenințată cu dispariția.

## Taxonomie
Coenraad Jacob Temminck a descris specia Lepus brachyurus în anul 1845. Denumirea brachyurus este derivată din greaca antică, brachys însemnând „scurt”,:708 iar oura însemnând „coadă”.:828 Este neclar din ce subgen face parte; Gureev, în anul 1964, și Gromov și Baranova, în anul 1981, au plasat specia în subgenul Allolagus din genul Caprolagus, pe când Averianov, în anul 1998, a plasat-o în subgenul Eulagos. Există 4 subspecii descrise ale L. brachyurus:
- Lepus brachyurus brachyurus (Temminck, 1845)
- Lepus brachyurus angustidens (Hollister, 1912)
- Lepus brachyurus lyoni (Kishida, 1937)
- Lepus brachyurus okiensis (Thomas, 1906)

## Descriere
Lepus brachyurus este o specie relativ mică. Culoare blănii variază, putând fi maro-roșiatică până la gri-maronie închisă, dar blana subspeciilor din nord pot căpăta culoare albă pe durata iernii. De asemenea, cantitatea de alb de pe cap și picioare variază. Aparența sa generală este asemănătoare cu cea a iepurelui alb (Lepus timidus). Cântărește circa 2,5 kg. Lepus brachyurus lyoni are picioarele din spate mai scurte decât alte subspecii din specia Lepus brachyurus.

## Răspândire și habitat
Lepus brachyurus este endemică în Japonia și se găsește până la altitudinea de 2.700 m. În anul 1978, Hayashi a estimat că densitatea populației de L. b. angustidens din Honshu este 0,4/ha.

## Comportament și ecologie
Lepus brachyurus a este nocturnă. Iarna se hrănește cu scoarță și frunze de copaci tineri, iar vara cu graminee, cereale și alte plante. Dăunează pomilor fructiferi și plantațiilor forestiere. Sezonul de reproducere are loc în perioada februarie–iunie, iar puii se nasc în perioada aprilie–august. Un rând de pui constă în până la 4 pui. Femelele ating maturitatea sexuală la vârsta de 10 luni. La naștere, doi pui au cântărit fiecare în medie 132 g.

## Stare de conservare
Lepus brachyurus este comună de-a lungul unei părți mari a arealului său. Deși per total nu există amenințări majore pentru această, pe Insula Sado este amenințată de jderi din specia Martes melampus, care au fost introduși acolo și care vânează acești iepuri. Uniunea Internațională pentru Conservarea Naturii a clasificat această specie ca fiind neamenințată cu dispariția.